# Со Ёситоси
Со Ёситоси (яп. 宗 義智 Со: Ёситоси, 1568 — 31 января 1615) — японский политический и военный деятель, самурайский полководец. Глава самурайского рода Со, правителей острова Цусима. Участник японо-корейской войны 1592—1598 годов. Основатель и первый правитель княжества Цусима-хана.

## Биография
Со Ёситоси родился в 1568 году. Он был пятым сыном Со Масамори, 14-го главы рода Со и правителя Цусимы. Во время церемонии совершеннолетия юноша принял имя Акикагэ, взяв один из иероглифов имени сёгуна Асикаги Ёсиаки. После 1573 года юноша сменил имя на Ёситоси.
В 1579 году 12-летний Ёситоси стал 19-м главой рода Со. Однако из-за малого возраста и недостатка опыта реальную власть на Цусиме получил его опекун и приёмный отец Со Ёсисигэ (1532—1589). В 1587 году, во время похода объединителя Японии Тоётоми Хидэёси на Кюсю, опекун был назначен новым главой рода Со и правителем Цусимы. Однако в 1588 году Со Ёсисигэ умер, и бразды правления вернулись к Ёситоси.
В 1589 году по приказу Тоётоми Хидэёси молодой полководец возглавил миссию к корейской династии Чосон перед японско-корейской войной. Объединитель Японии потребовал от Кореи признание японского верховенства и отправки посольства с данью. Чтобы не обидеть корейцев и не разгневать своего сюзерена, Ёситоси переделал грамоту Хидэёси, удалив требования о признании верховенства и требовании дани, но оставил пункт о желаемом посольстве. В сопровождении монаха Кэйтэцу Гэнсо и старейшины Янагавы Сигэнобу он передал грамоту корейском монарху и добился отправки корейской миссии доброй воли во главе с Хван Юнгилем. В 1591 году корейская делегация прибыла в Японию, за что Хидэёси наградил Ёситоси четвёртым младшим рангом, должностью Слуги императорского двора и титулом Цусима-но-ками.
В 1589 году Ёситоси женился на дочери христианского правителя Кониси Юкинаги (одного из первых японских христиан), Марии. Под её влиянием он крестился и принял имя Дарий. По описанию миссионеров-иезуитов Ёситоси был «образованным молодым человеком, который всегда уважительно носил четки, подаренные женой».
В период японско-корейской войны 1592—1598 годов Ёситоси находился в составе экспедиционной армии под командованием своего тестя Кониси. Несмотря на личные успехи на фронте, в частности, молниеносное взятие Пусана, полководец стремился к скорому окончанию конфликта и восстановлению добрососедских отношений с Кореей. Цусимцы зависели от торговли с корейцами и поставок корейского хлеба, поэтому длительная война была невыгодна Ёситоси. Он принадлежал к партии Кониси и Исиды Мицунари, которая вела переговоры о мире с противником.
После смерти Тоётоми Хидэёси и окончания войны в Японии разгорелась борьба за власть между Исидой Мицунари и Токугавой Иэясу, в которой Ёситоси стал на сторону первого. После поражения в битве при Сэкигахаре в 1600 году победители собирались конфисковать владение рода Со, однако благодаря стараниям старейшины Янагавы они помиловали полководца. В обмен на земли и сохранение рода Ёситоси был вынужден расстаться со своей женой. Он стал первым правителем автономного удела Цусима-хан в системе сёгуната Токугава.
Остаток своей жизни Ёсинори занимался восстановлением японско-корейских отношений. В 1605 году ему удалось заключить перемирие, в 1607 году — добиться приезда корейского посольства, а 1609 году — завершить подписание мирного договора. За это сёгунат даровал роду Со право иметь государственную монополию на дипломатические и торговые отношения с Кореей. Корейцы подарили цусимцам библиотеку.
Со Ёситоси умер 31 января 1615 года. Его похоронили в монастыре Бансёин, на Цусиме. Ему наследовал единственный сын Со Ёсинари (1604—1657), 2-й даймё Цусима-хана (1615—1657).